# الموفجة
الموفجة هو مركزٌ سعوديٌ تابعٌ لمحافظة نجران التابعة لمنطقة نجران، في المملكة العربية السعودية. المركز من الفئة (ب)، ورمزه 2415 حسب دليل الترميز الموحد للمناطق الإدارية بالمملكة العربية السعودية. رئيس المركز الحالي هو : منصور ابن فارس ابن منصور ال حلزا وقد صدر امر تعيينه رئيس للمركز تاريخ 2024/5/24 وذالك بتوجيه امير منطقه نجران صاحب السمو الامير جلوي بن عبد العزيز بن مساعد ال سعود